# Young Men’s Christian Association of Timor Leste Football Club
Der Young Men’s Christian Association of Timor Leste Football Club, kurz YMCA FC, ist ein osttimoresischer Fußballverein. Er ist in Dili ansässig und gehört zum Assosiasaun Nasional Juventude Cristaun Timor Leste (ANJUCTIL), dem 2005 gegründeten osttimoresischen Zweig des Christlichen Vereins Junger Menschen. Der Fußballverein hat über 300 Mitglieder (Stand: 2013).

## Geschichte
2015 erreichte der YMCA FC in der Qualifikationsrunde für die neugegründete LFA Primeira Divisão in der Gruppe D den dritten Platz und musste daher in der Saison 2016 in die Segunda Divisão. In der Spielzeit 2016 erreichte der Verein den ersten Platz der Gruppe A, verlor aber im Play-off-Spiel der Gruppe gegen den FC Zebra und blieb daher auch in der Saison 2017 in der zweiten Liga. Hier kam man auf Platz 5 der Gruppe B und schied damit aus den beiden Ligen der LFA aus.
Beim Landespokal Taça 12 de Novembro nahm der YMCA FC zweimal teil. 2016 schied man in der zweiten Runde gegen den Assalam FC aus und 2017 scheiterte man in der ersten Hauptrunde gegen den FC Zebra.